# Muharram
Muharram (arabisch محرم, DMG Muḥarram, türkisch Muharrem; auch Moharram und Maharram, aserbaidschanisch Məhərrəm) ist der erste Monat des islamischen Kalenders und einer der vier heiligen Monate des Jahres im Islam und im vorislamischen Arabien, in denen kriegerische Handlungen verboten sind. Da der islamische Kalender nach Mondjahren rechnet und verglichen mit dem Gregorianischen Kalender kürzer ist, wandern die islamischen Monate im Laufe mehrerer Jahrzehnte durch das Sonnenjahr.
Der zehnte Tag von Muharram ist bekannt als der Tag von Aschura. Sunniten feiern diesen Tag anlässlich verschiedener Ereignisse, unter anderem der Strandung des Propheten Noah nach der Sintflut, indem sie fasten. Schiiten betrauern die Tragödie von Husain ibn Ali und seiner Familie mit verschiedenen Trauerveranstaltungen.

## Ereignisse im Monat Muharram
- 01. Islamischer Neujahrstag
- 02. Husain ibn Ali erreicht Kerbala
- 10. Martyrium von Husain ibn Ali und seinen Gefährten am Tag von Aschura (10. Muharram 61 n.d.H.; 10. Oktober 680 n. Chr.)
- 17. Veränderung der Gebetsrichtung von Jerusalem nach Mekka – nach anderen Überlieferungen am 15. Radschab
- 25. Martyrium von Zain-ul-Abidin (25. Muharram 95 n. d. H.; 713 n. Chr.)

## Muharram und Aschura

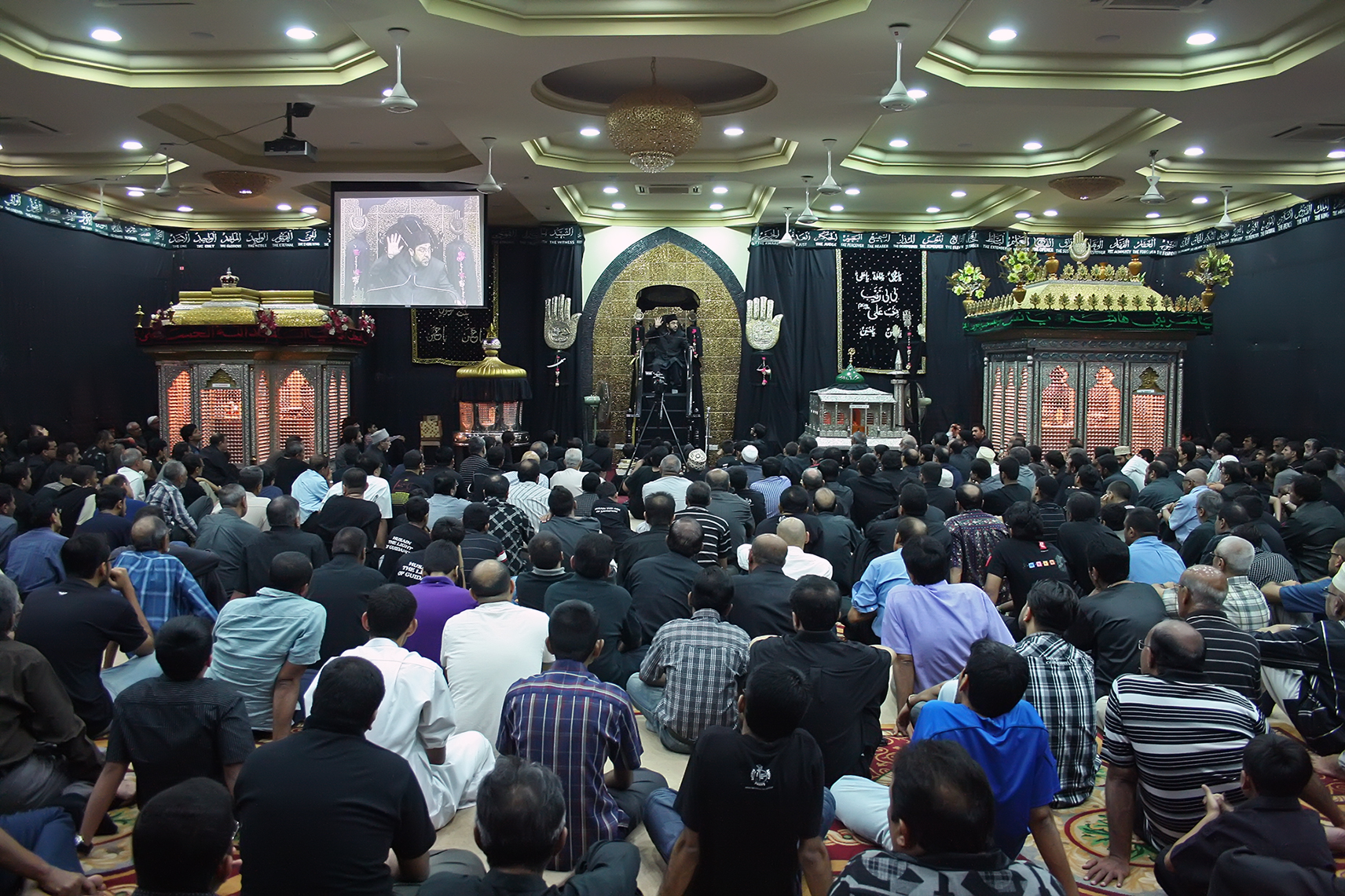
Muharram-Trauerveranstaltung in einer Hussainia in Daressalaam, Tansania

Aschura bezieht sich auf den zehnten Tag von Muharram. Schiiten und Aleviten trauern in zehn oder zwölf Tage andauernde Trauerzeremonien wegen des Martyriums des Enkelsohns des islamischen Propheten Mohammad und dritten Imams der Schiiten Husains ibn Ali zusammen mit seinen Getreuen in der Schlacht von Kerbala. Muharram gilt für sie als Trauermonat.
Schiiten beginnen mit der Trauer in der ersten Nacht von Muharram, setzen es für die nächsten zehn Nächte fort bis zum Höhepunkt am Tag von Aschura, am 10. Muharram. Die Tage vom 07. Muharram bis einschließlich den Tag von Aschura sind die wichtigsten Tage, weil ab da Husain, seine Familie und Anhänger (darunter Frauen, Kinder und ältere Menschen) vom Wasser des Flusses abgehalten wurden und Husain mit seinen 72 Anhängern und Familienangehörigen von der Armee Yazids I. in der Schlacht von Kerbala getötet wurden. Die überlebenden Anhänger und Familienmitglieder von Husain wurden gefangen genommen. Sie mussten durch die Wüste nach Damaskus marschieren und wurden dort eingesperrt.
Aleviten trauern und fasten zwölf Tage lang, als symbolischer Hinweis auf die zwölf Imame, die – nach schiitischer, wie nach alevitischer Ansicht – alle ermordet wurden, bis auf den 12. Imam Mahdi. Am zwölften Tag bricht man sein Fasten mit dem Einnehmen der Süßspeise Aşure.

## Der sowjetische Kampf gegen die Muharram-Praktiken in Aserbaidschan
In Aserbaidschan, wo ebenfalls Schiiten leben, wurden die Muharram-Trauerzeremonien während der frühen sowjetischen Zeit als Zeichen der Rückständigkeit bekämpft. Unmittelbar nach der Errichtung der sowjetischen Herrschaft im Jahre 1920 sandte das Zentralkomitee von Aserbaidschan eine Anzahl von Direktiven an die Distriktkomitees und forderte sie dazu auf, in angemessener Weise gegen den „Fanatismus“ der Aschura-Prozessionen vorzugehen. Aktivisten der Kommunistischen Partei wurden 1921 beauftragt, an religiösen Versammlungsorten eine Anti-Muharram-Kampagne durchzuführen, über dann die Presse zu berichten hatte. 1922 beschloss das Zentralkomitee, noch schärfere Maßnahmen gegen die Muharram-Feiern zu ergreifen und die Herstellung von Produkten, die für die Durchführung der schiitischen Selbstgeißelungsrituale gebraucht wurden, zu verbieten sowie auch alle Trauerprozessionen in den Hauptstraßen von Baku zu untersagen. Der Sekretär des Zentralkomitee beauftragte die Tscheka, Maßnahmen zu ergreifen, um Massendemonstrationen an Aschura zu verhindern. Mullas, die sich an der Anti-Muharram-Kampagne beteiligten, wurden 1923 mit einem neuen Anzug belohnt.
Der Rat der Volkskommissare erließ 1925 das Dekret „Zum Muharram“, in dem den Bürgern der Aserbaidschanischen SSR streng verboten wurde, während des Muharram Prozessionen oder Selbstgeißelungen durchzuführen. Das Verbot wurde mit der notwendigen Gesunderhaltung der Arbeiterklasse begründet und darauf hingewiesen, dass diese Rituale den Menschen von den Grundbesitzern und dem Klerus ohne Grund auferlegt worden seien. Dass der Kampf der Regierung gegen die Muharram-Zeremonien vergeblich war, lässt sich allerdings daran erkennen, dass 1927 das Aserbaidschanische Zentrale Exekutivkomitee erneut einen Appell an die Arbeiter richtete, „alle Kräfte zu vereinen, um dieses Phänomen, das eine Schande für ein sowjetisches Land ist, endgültig auszumerzen“. 1929 wurde das Muharram-Dekret um einen zusätzlichen Artikel erweitert, der auch religiöse Massenfeiern in privaten Häusern verbot.

## Muharram im gregorianischen Kalender
Der islamische Kalender ist ein Mondkalender und ein Monat beginnt, wenn die erste schmale Sichel des zunehmenden Mondes gesichtet wird. Da das islamische Mondkalenderjahr 10 bis 11 Tage kürzer ist als das Sonnenjahr, wandert Muharram durch die Sonnenjahre. Die voraussichtlichen Anfangs- und Enddaten für Muharram sind wie folgt (basierend auf dem Umm al-Qura Kalender von Saudi-Arabien:)
| Islamischer Kalender | Erster Tag (n. Chr.) | Letzter Tag (n. Chr.) |
| -------------------- | -------------------- | --------------------- |
| 1440                 | 12. September 2018   | 09. Oktober 2018      |
| 1441                 | 31. August 2019      | 29. September 2019    |
| 1442                 | 20. August 2020      | 17. September 2020    |
| 1443                 | 09. August 2021      | 07. September 2021    |
| 1444                 | 30. Juli 2022        | 27. August 2022       |
| 1445                 | 19. Juli 2023        | 16. August 2023       |
| 1446                 | 07. Juli 2024        | 04. August 2024       |
| 1447                 | 026. Juni 2025       | 025. Juli 2025        |

Anmerkung: Die Tabelle zeigt die berechneten Daten. Der tatsächliche Beginn und Ende des Muharrams kann um ein bis zwei Tage abweichen.